# Rio Teshio
O  rio Teshio (天塩川, Teshio-gawa), é um rio da ilha Hokkaidō, no Japão. Com 256 km de comprimento é o quarto mais longo do país. O nome do rio deriva de uma palavra em língua ainu.